# Troglohyphantes phragmitis
Troglohyphantes phragmitis är en spindelart som först beskrevs av Simon 1884.  Troglohyphantes phragmitis ingår i släktet Troglohyphantes och familjen täckvävarspindlar.
Artens utbredningsområde är Frankrike. Inga underarter finns listade i Catalogue of Life.